# École de journalisme de Toulouse
Pour les articles homonymes, voir EjT.
L'École de journalisme de Toulouse (EJT), fondée en 1990, est un établissement français privé d'enseignement supérieur situé au 31 rue de la Fonderie, à Toulouse. L'école a le statut d'association à but non lucratif régi par la loi du 1er juillet 1901. Elle forme ses étudiants aux différents métiers du journalisme. L'EJT fait partie des 14 écoles reconnues par la profession, via le dispositif prévu par la Commission paritaire nationale de l'emploi des journalistes.

## Histoire
L'EjT a été créée en 1990, reconnue par la profession en 2001 et par l'État en 2012.
Aujourd'hui dirigée par Pierre Ginabat, l'EjT était, jusqu'en 2018, administrée par Bertrand Thomas, ancien rédacteur en chef du magazine L'Étudiant. Par ailleurs, René Mauriès, Prix Albert-Londres 1956 et Prix Interallié 1974, en était le vice-président jusqu'en 1999.
L'école loue depuis sa création ses locaux à l'Institut catholique de Toulouse, par rapport auquel elle fonctionne en toute indépendance.
En 2017, pour la première fois, l'école organise le tournoi de football inter-écoles de journalisme, à la suite de sa victoire à Lille l'année passée.
En 2025, pour la deuxième fois de son histoire, l'école remporte le tournoi de football inter-écoles de journalisme, organisé à Cannes. L’équipe féminine a gagné contre l’EJCAM pour la première fois. 11 buts inscrits, 0 encaissé. Les garçons, eux, se sont inclinés aux tirs au but, en finale, contre Sciences Po. 

## Formation
L'école forme au métier de journaliste dans la presse quotidienne régionale, nationale, dans les médias audio-visuels et les périodiques. 
La formation est sanctionnée par le diplôme de fin d'études de l'École de journalisme de Toulouse après soutenance d'un mémoire. L'EjT a la particularité d'être la seule formation reconnue par la profession se déroulant sur trois années, les autres écoles s'effectuant sur deux ans.
L'EjT et la Faculté de droit et de science politique d'Aix-Marseille ont mis en place le principe d'un double diplôme EjT/Master de journalisme juridique. Les étudiants de l'EjT titulaires d'une licence ou d'une maîtrise de droit peuvent poursuivre leur troisième et dernière année à Aix pour obtenir le Master de journalisme juridique, et inversement.

### Frais de scolarité
Depuis 2015, le montant des frais de scolarité en première année et en deuxième année est fixé à 4 250 euros.
Le montant est de 3 000 euros en troisième année.

### Admission
- L'entrée en « filière classique », aussi appelée « formation initiale », s'effectue par un concours ouvert aux étudiants titulaires au minimum d’un diplôme de niveau Bac+2, validé ou en cours de validation, ou d'un bac avec expérience professionnelle (CDI de 2 ans au minimum)[5].
- Une filière de formation par apprentissage a été lancée à la rentrée 2016. Elle concerne les candidats qui ont la possibilité de bénéficier du statut d'apprenti au sein d'une entreprise de presse.

### Productions étudiantes
Jusqu'en 2018, les étudiants de troisième année de l'école partaient en reportage dans un pays européen, tous les ans au mois de janvier. 
| Promotion | Documentaire                     | Pays     |
| --------- | -------------------------------- | -------- |
| 2013      | "Têtes de Turques"               | Turquie  |
| 2014      | "Bulgarie : j'y suis, j'y reste" | Bulgarie |
| 2015      | "Estonie, à l'Est du renouveau"  | Estonie  |
| 2016      | "Identité(s) Rom"                | Roumanie |
| 2017      | Combo                            | Grèce    |
| 2018      | "La Serbie dans les étoiles"     | Serbie   |

Tout au long de leur cursus, les étudiants produisent des magazines nommés « Trajectoires » et des quotidiens baptisés « Le Toulousain ». Les élèves qui se spécialisent en presse écrite leur de leur troisième année réalisent par ailleurs un magazine de fin d'étude, dans un format libre. Les productions sont accessibles en ligne.

## Anciens élèves
- Tania Young, animatrice à France 2
- Alexandre Ruiz, journaliste sportif
- Marina Lorenzo, présentatrice et journaliste sportive
- Myriam Bounafaa, journaliste à Franceinfo
- Ganesh Pedurand, nageur français
- Alexis Monchovet, réalisateur de documentaire
- Dimitri Pavlenko, présentateur de la matinale d'Europe 1